# Corp astral

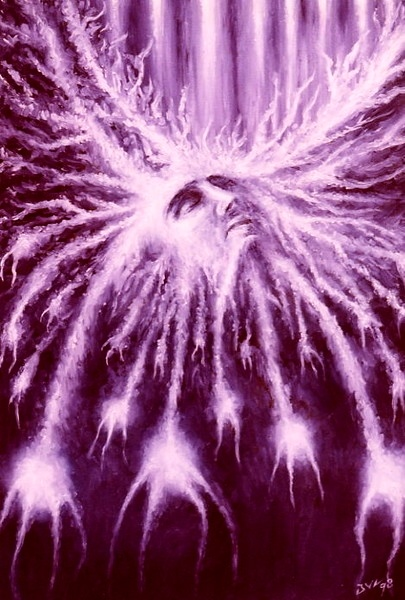
Somn astral - de Jeroen van Valkenburg

Corpul astral este un corp subtil postulat de mulți filosofi, intermediar între sufletul inteligent și corpul mental, compus dintr-o materie subtilă. Conceptul derivă din filosofia lui Platon: el este legat de un plan astral, care constă din casele cerești ale astrologiei. Termenul a fost adoptat în secolul al XIX-lea de teosofi și neo-rosicrucieni.
Ideea își are originea în relatările religioase universale cu privire la viața de apoi, în care călătoria sau „ascensiunea” sufletului este descrisă în termeni precum „o experiență extatică.., mistică sau extracorporală, în care călătorul spiritual părăsește corpul fizic și călătorește în corpul lui/ei subtil (sau corpul astral) către „tărâmuri mai înalte”. Prin urmare, „numărul mare de tipuri de existențe paradisiace, infernale și purgatoriale în care cred adepții numeroaselor religii” poate fi înțeles, de asemenea, ca fenomene astrale, precum diverse „fenomene ce au loc în camerele de spiritism”. Fenomenul aparițiilor paranormale este legat de corpul astral, prin urmare, așa cum este formulat în mod explicit în cartea Visul lui Scipio a lui Cicero.

## Receptare științifică
Nu există dovezi științifice a existenței corpului astral. Psihologul Donovan Rawcliffe a scris că „iluziile și halucinațiile datorate acenesteziei sau isteriei au contribuit, fără îndoială, la perpetuarea mitului corpului astral”.